# Fairytale (piosenka The Pointer Sisters)
Fairytale – piosenka The Pointer Sisters z albumu That’s a Plenty z maja 1974 roku.
Została napisana przez członków zespołu Anite Pointer – słowa, natomiast muzykę skomponowała Bonnie Pointer.
Elvis Presley nagrał „Fairytale” 10 marca 1975 roku w studiach RCA Hollywood. Wykonywał ją na żywo w latach 1975, 1976 i 1977.